# Franziska Gad
Franziska Gad, nata Julie Franciska Gad (Horsens, 1º giugno 1873 – Charlottenlund, 15 settembre 1921) è stata una fotografa e regista danese.

## Biografia
Figlia dell'oftalmologo Morten Smith (1838-1890) e Julie Gad 1839-1902), nulla sappiamo dei suoi anni giovanili, né se ebbe fratelli o sorelle. Nel censimento del 1893 risulta residente a Copenaghen. Studiò fotografia con Julie Laurberg e nel censimento del 1906 risulta che vivessero nello stesso appartamento, fatto che si ripeté anche nel 1911 e in anni successivi.
Gad era conosciuta, non solo per essere molto dotata per foto di bambini, ma anche per la ritrattistica, tanto che la sua maestra le propose di aprire uno studio in società nel 1907 che chiamarono Julie Laurberg & Gad e che in breve tempo raggiunse una notevole fama e ricevette lo status di studio fotografico della corte reale, attirando personalità importanti della nobiltà, dell'alta borghesia e delle celebrità artistiche. Gad morì improvvisamente dopo una breve malattia. Nonostante la morte delle donne, Gad nel 1921 e Laurberg nel 1925, il nome dello studio fu abbandonato solo nel 1939.
È rilevante notare che il loro studio, considerato famoso nel primo ventennio del XX secolo perché non destinato solo al ritratto, alle architetture e alla corte reale, documento' il movimento per l’emancipazione femminile che avrà il suo culmine nella Costituzione danese del 1915 con la quale si concesse il voto alle donne. Il 5 giugno 1915 a Copenaghen migliaia di donne, circa 12 000, si riversarono in marcia verso il Palazzo di Amalienborg con l'intento di esprimere la loro riconoscenza al re Cristiano X. Le due fotografe erano tra loro, fotografarono e girarono un film muto di 6 minuti dell'evento dal titolo: The Costitution 1915 (titolo originale: Grundlovsdagen den 5 Juni 1915).